# ブランビル (ケベック州)
ブランビル（またはブランヴィル。仏：Blainville）は、カナダ・ケベック州・モントリオールの北西、ローレンティッド地域テレーズ・ド・ブランヴィル郡にある都市。人口5万6863人（2016年統計）。

## 概要
街は1855年に設立。主に重工業で知られているが、観光客のアクティビティや娯楽の中心地にもなっている。ローレンシャン高原から曲がりくねって続くクロスカントリーのスキートレイルがあり、ブランビルはそのトレイルの最南端。ブランビルより出発して自然に囲まれた数日の中をスキーで行くと、リゾート地へつながるモントランブラン村に行くことが出来る。
夏の間は、多くのスキートレイルが自転車道に変わり、自動車と道を共有しない専用道路をリゾートエリアからエリアへと日数をかけて自然の中を通り抜けることができるようになっている。

## 地理

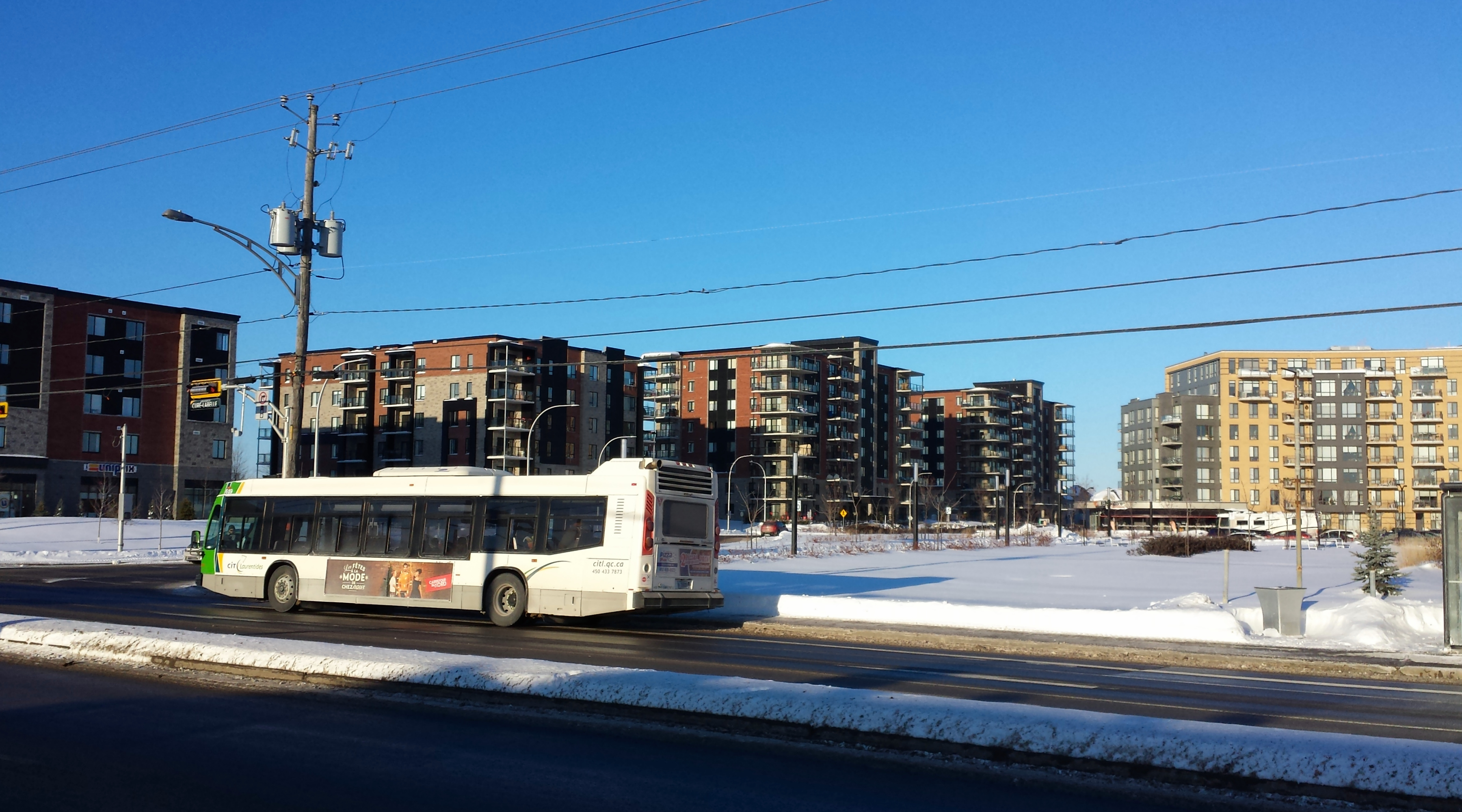
ブランビルの街並み

カナダ楯状地の上に位置し、古代からあるローレンシャン（英：Laurentians、仏：Laurentides）の緩やかな山々と丘が広がっている。

### 人口
2016年センサスによる人口は74,346人である。2016年の統計による住民の母語の割合はフランス語が87.42%と大半を占め、英語は3.62%と少ないが、その他が7.05%と比較的多くなっている。
| 母語話者（ブランビル）2016 | 母語話者（ブランビル）2016 | 母語話者（ブランビル）2016 | 母語話者（ブランビル）2016 | 母語話者（ブランビル）2016 |
| -------------------------- | -------------------------- | -------------------------- | -------------------------- | -------------------------- |
|                            |                            |                            |                            |                            |
| フランス語                 | フランス語                 |                            | 87.42%                     | 87.42%                     |
| 英語                       | 英語                       |                            | 3.62%                      | 3.62%                      |
| その他                     | その他                     |                            | 7.05%                      | 7.05%                      |

## 経済
ボレアル・ビール（Boreale brewery）の本社がある。

## 交通

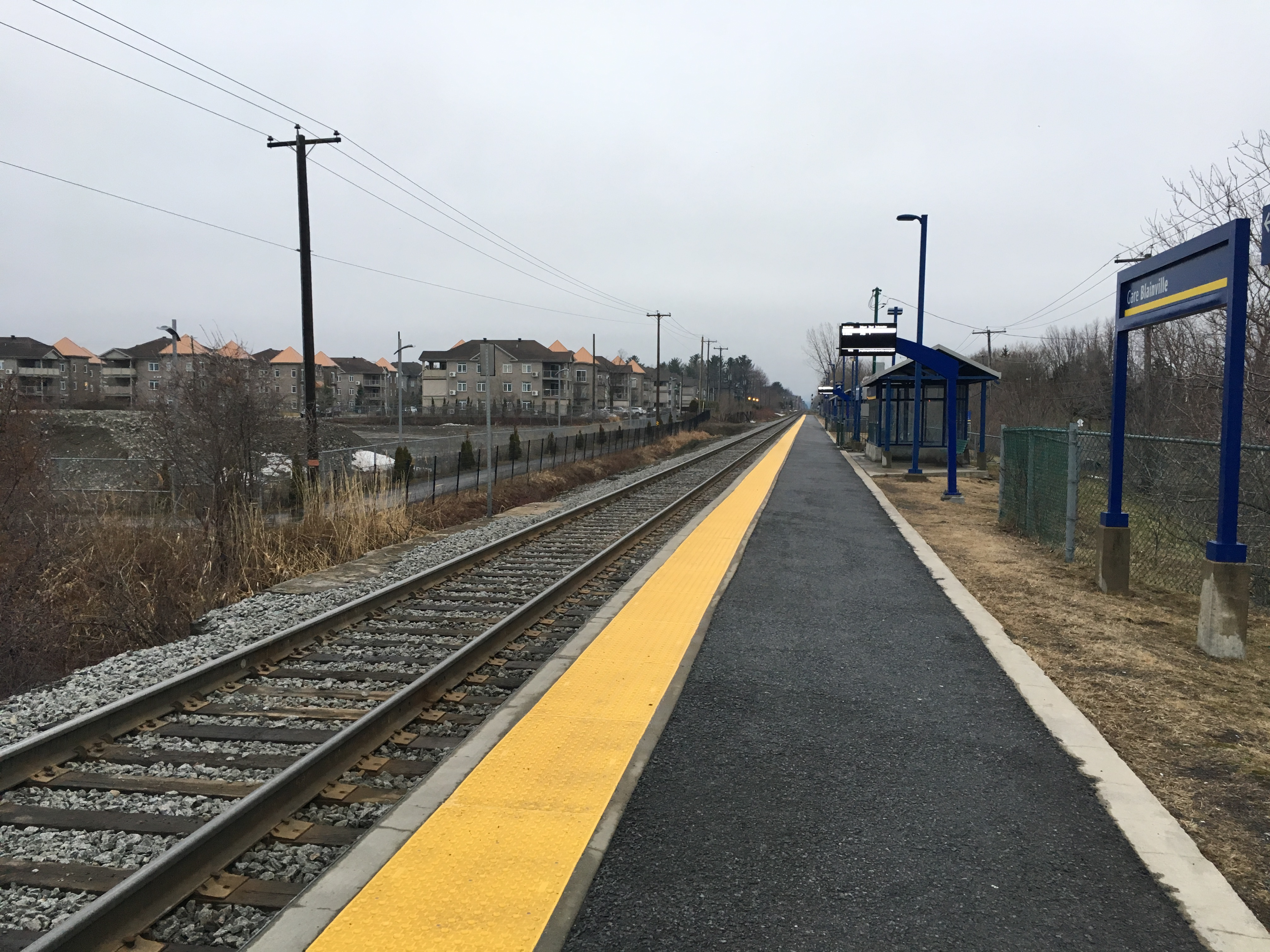
ブランビル駅

### 鉄道
RTM（Réseau de transport métropolitain）によって運営される郊外列車）のサンジェローム線が通り、ブランビル駅が設置されている。

### バス
Exoバスが運行されている。